# Andrej Septickij Lvivi Nemzeti Múzeum
A Andrej Septickij Lvivi Nemzeti Múzeum (ukránul: Національний музей у Львові імені Андрея Шептицького) múzeum Lvivben, Ukrajnában, az ország egyik legnagyobb múzeuma. Fő témája az ukrán kultúra.

## Történelem
A múzeumot Andrej Septickij galíciai metropolita alapította 1905-ben eredetileg magánalapítványként és egyházi múzeumként, majd 1913-ban az ukrán népnek adományozta.
Az alapító mintegy 10 000 tárgyat adományozott a múzeumnak, és előteremtette a fenntartásához szükséges forrásokat. A gyűjtemények elhelyezésére egy neobarokk villát vásároltak.
A második világháború után a múzeumot Lviv Ukrán Művészeti Múzeumnak nevezték el. A gyűjteményt számos más lvivi múzeumból áthelyezett kiállítással bővítették. A 20. század végén a múzeum ukrán ikonokat és népművészetet tartalmazó állománya a legnagyobb volt az országban.
A Nemzeti Múzeum jelenleg az egykori Lvivi Ipari Múzeum díszes épületét foglalja el, amely a szovjet időkben a Lenin Múzeumnak adott otthont. A Nemzeti Múzeumhoz kötődik egy emlékházcsoport és a septickiji Sokalscsina Múzeum.
Ukrajna 2022-es orosz inváziója során az alkotásokat a biztonság kedvéért eltávolították a kiállításról; köztük volt a bohorodcsani ikonosztáz is. A könyvek és kéziratok gondozója, Anna Naurobszka így jellemezte a gyűjtemények fontosságát: „Ez a mi történetünk; ez a mi életünk. Ez nagyon fontos számunkra.

## Gyűjtemény
Napjainkban a múzeum alapjai több mint 100 000 tárgyat tartalmaznak, amelyek az ukrán művészet és nemzeti kultúra fejlődésének évszázados hagyományait képviselik. Négy állandó kiállítása van: Régi ukrán művészet; Művészet a XIX. századtól a XX. század elejéig; A XX. század ukrán művészete és Népművészet, 1800 tárggyal. Időszaki kiállításoknak is otthont ad.
A múzeum a 12–18. századi középkori ukrán szakrális művészet legnagyobb gyűjteményével rendelkezik, beleértve 4000 ikont, szobrot, kéziratot (köztük a Horodiscse vagy a bucsacsi evangéliumot). Ismeretes, hogy Illarion Swiecki a Boykiv állambeli Mshanets faluba érkezett, hogy személyesen vigyen el a múzeumba néhány régebbi ikont a Szűzanya születése templomból.
Az ukrán reneszánsz és barokk korszakot Ivan Rutkovics (a 17. századi zsovkvai ikonosztáz) és Jov Kondzelevics (a bohorodcsani ikonosztáz, 1698–1705) munkái képviselik.
Megtalálható a XVII-XVIII. századi ukrán nyomtatványok értékes gyűjteménye (kb. 1000 db).
A múzeumban olyan művészek festményei találhatók, mint Johann Georg Pinsel, Ivan Rutkovics, Szerhij Vaszilkivszkij, Antin Manastyrsky, Ivan Trush, Olena Kulchytska, Mykhailo Boychuk, Jakiw Hnizdowskyj, Oleksa Hryshchenko, Liuboslav Hutsaliuk, Vaszil Kricsevszkij, Michał Filewicz, Józefat Ignacy Łukasiewicz, Pjotr Iljics Bilan, Oleksza Novakivszkij, Ivan Trush, Olekszandr Murashko és Tarasz Sevcsenko és mások.
A Lvivi Nemzeti Múzeumban számos fontos kézirat is található, amelyek közül néhány nagyon ritka, mint például Schweipolt Fiol (1491-1493) krakkói kiadványai, Francysk Skaryna prágai és bécsi nyomatai, valamint Ivan Fedorov majdnem minden kiadványa.

## Néhány kiállított kép

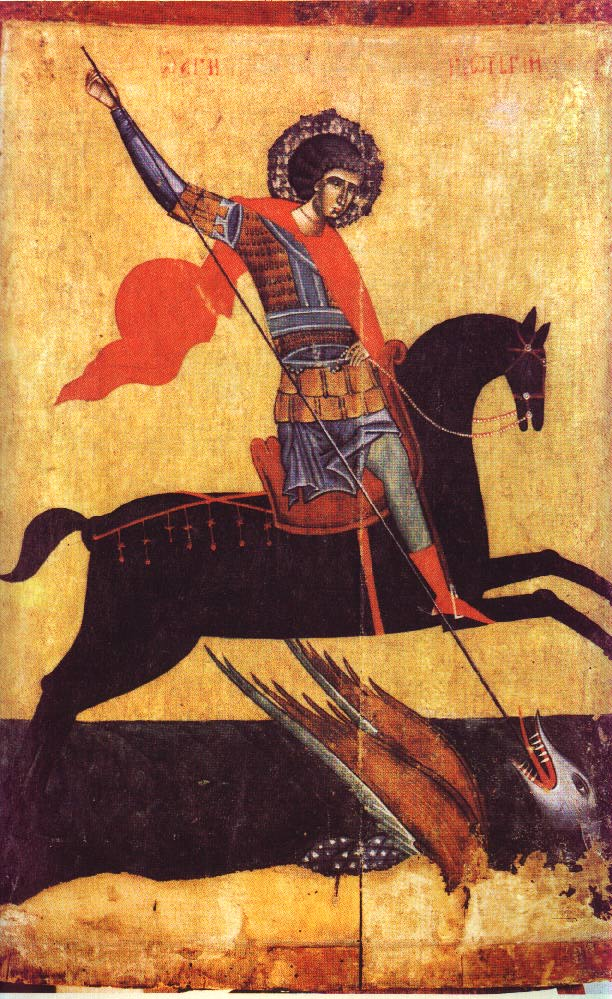
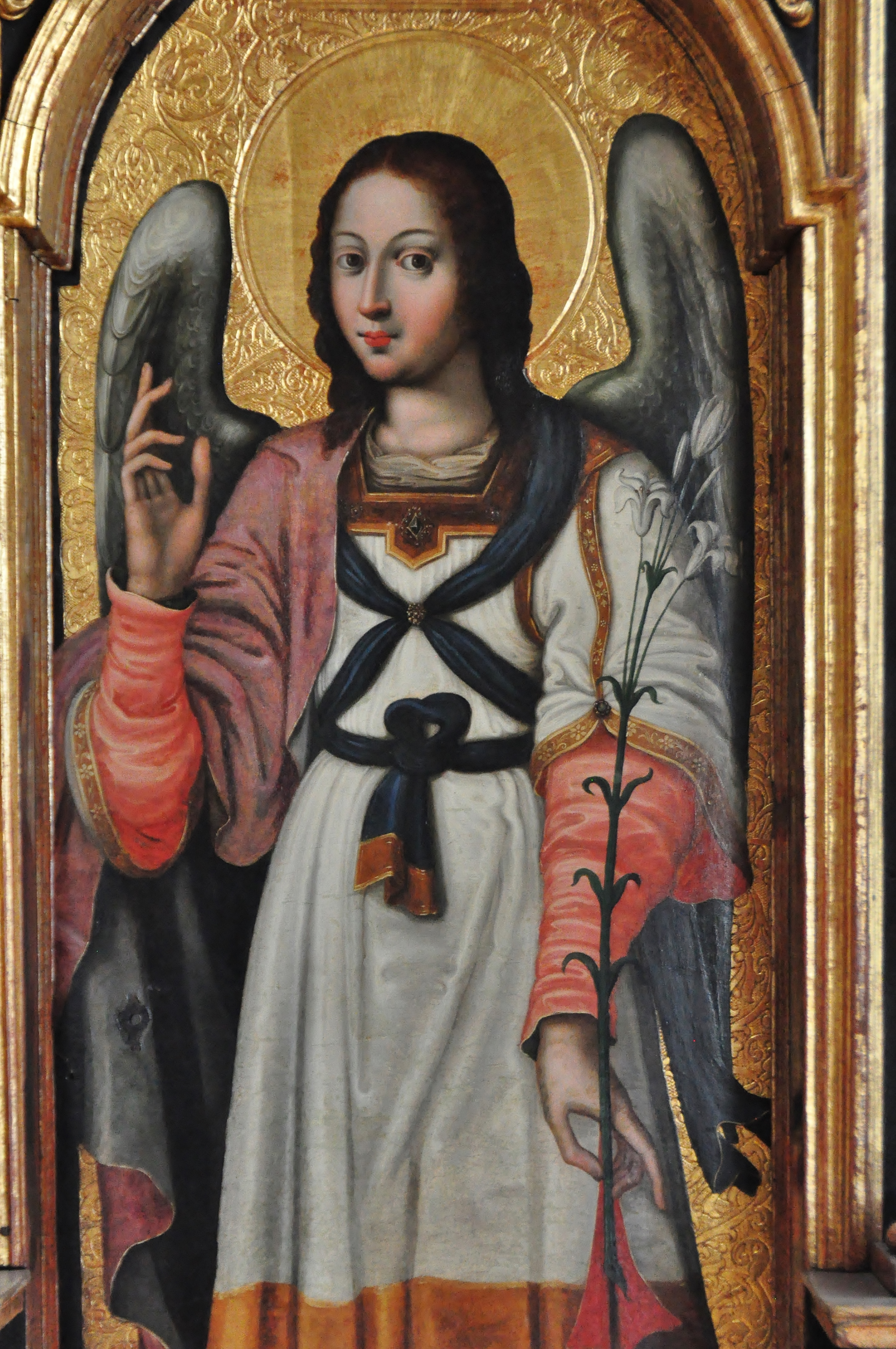
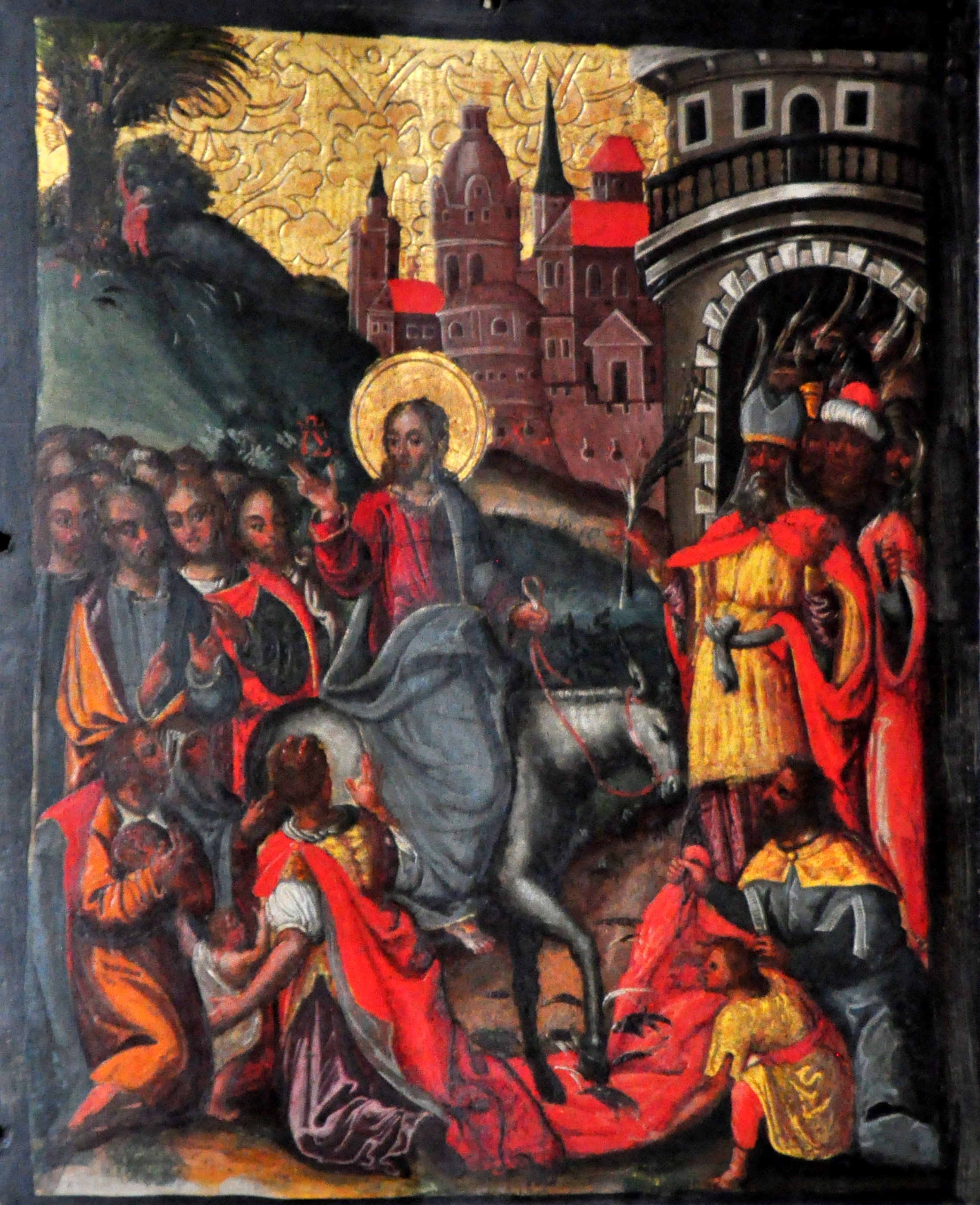
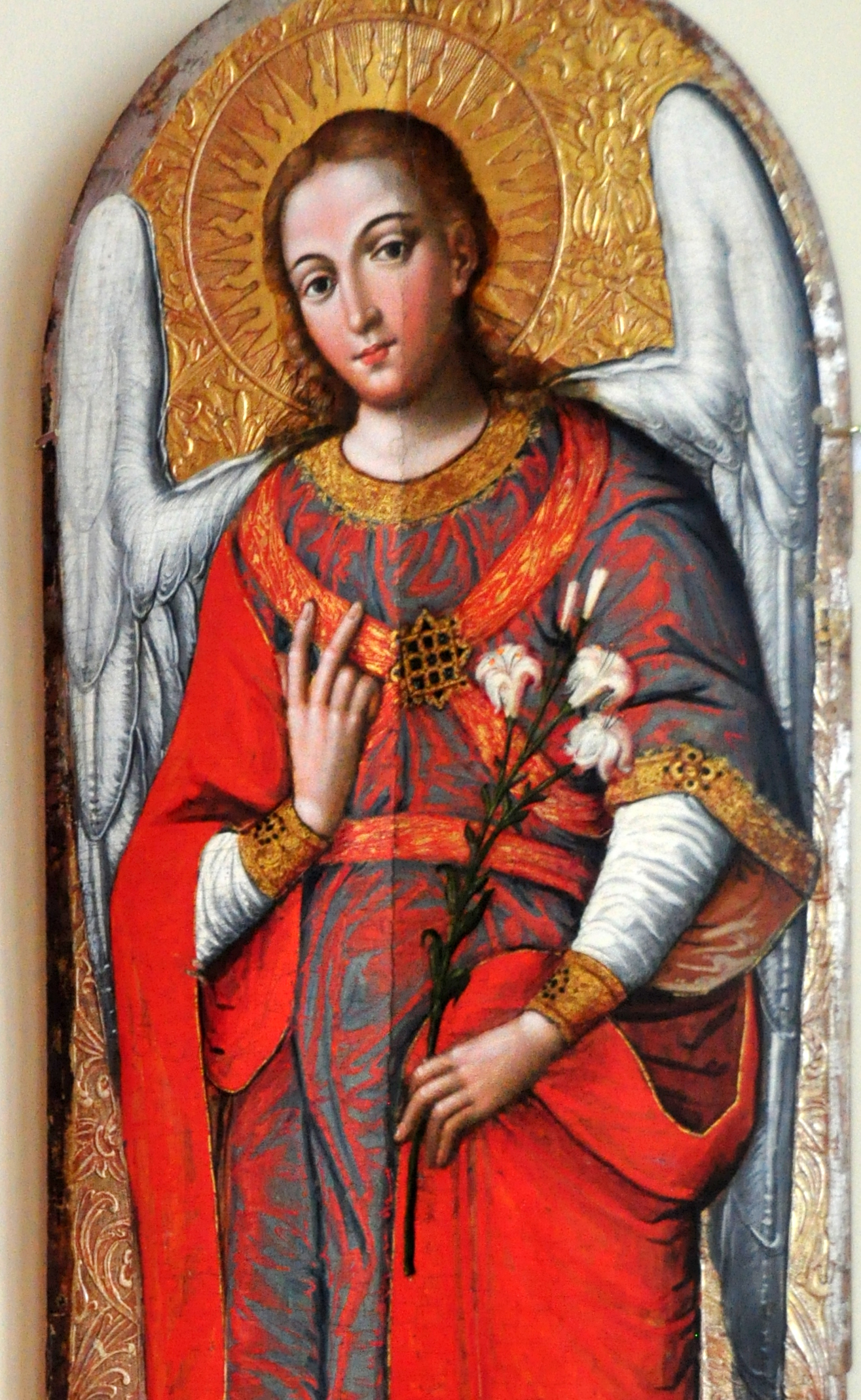
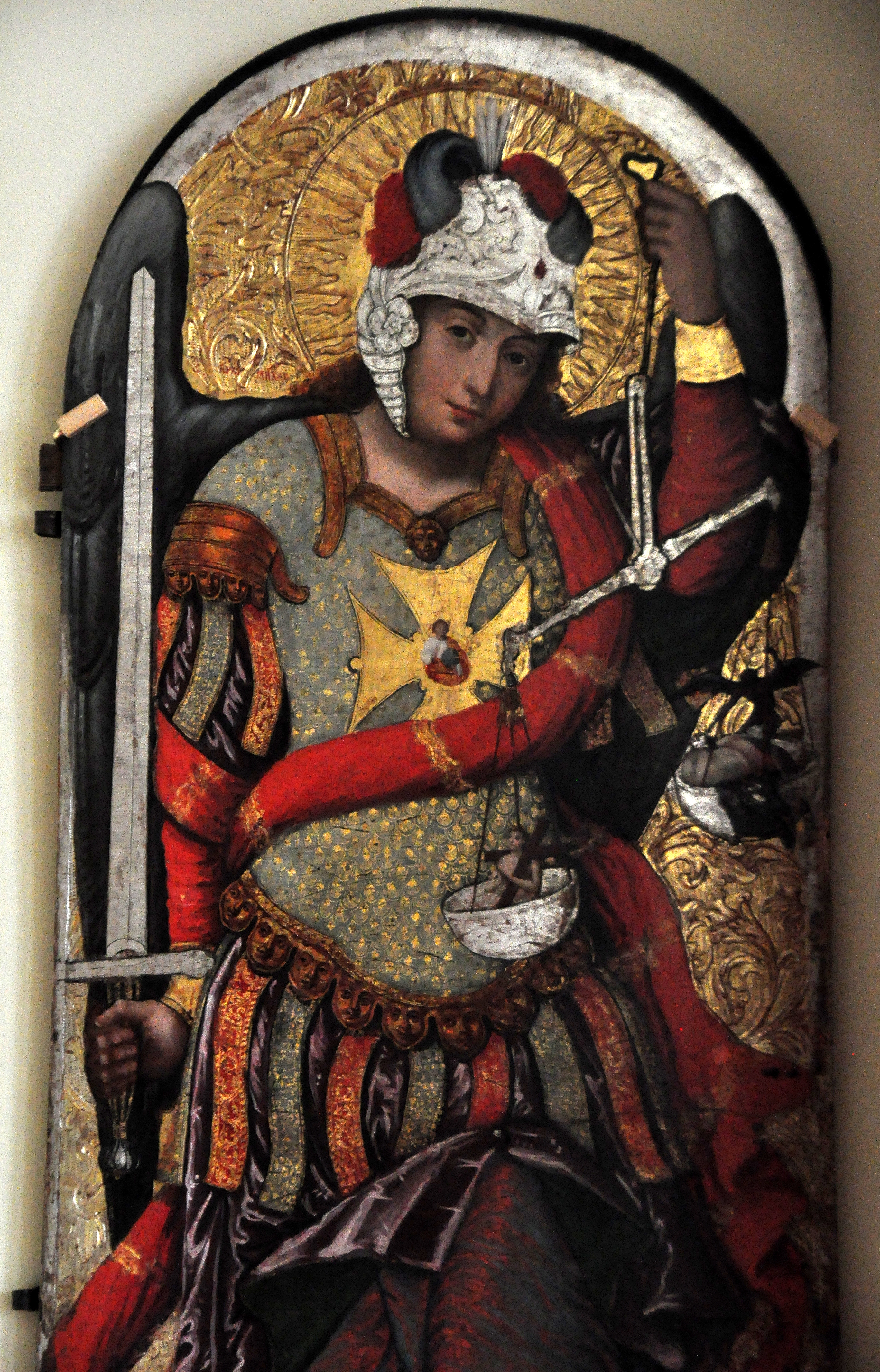

## Fordítás
- Ez a szócikk részben vagy egészben  az   Andrey Sheptytsky National Museum of Lviv című angol Wikipédia-szócikk ezen változatának fordításán alapul.  Az eredeti cikk szerkesztőit annak laptörténete sorolja fel. Ez a jelzés csupán a megfogalmazás eredetét és a szerzői jogokat jelzi, nem szolgál a cikkben szereplő információk forrásmegjelöléseként.